# ساویم
ساویم (انگلیسی: Saviem) شرکت خودروسازی فرانسوی است، که در سال ۱۹۵۵ تأسیس شد.